# Andrei Wassiljewitsch Mjagkow

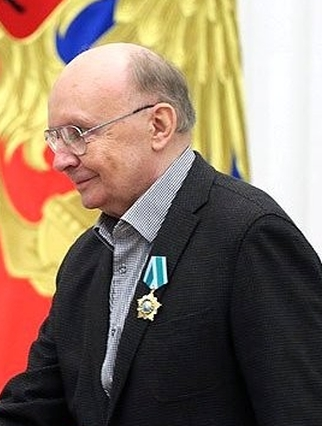
Andrei Mjagkow (2013)

Andrei Wassiljewitsch Mjagkow (russisch Андрей Васильевич Мягков, wiss. Transliteration Andrej Vasil'evič Mjagkov; * 8. Juli 1938 in Leningrad; † 18. Februar 2021) war ein russischer Schauspieler.

## Leben
Mjagkow absolvierte ein Ingenieurstudium an der Technischen Hochschule in Leningrad und besuchte danach die Schauspielschule des Moskauer Künstlertheaters, wo er sein Abschlussdiplom mit der Rolle des Onkelchens in Dostojewskis Traum eines lächerlichen Menschen erlangte. 1965 erhielt er ein Engagement am Sowremennik-Theater in Moskau. Er spielte dort unter anderem den Baron in Gorkis Nachtasyl, den Lehrer Medwedenko in Tschechows Die Möwe und Kistotschkin in der Komödie Immer zu haben (Всегда в продаже, 1965) von Wassili Aksjonow.
Nach ersten Arbeiten beim Fernsehen hatte er sein Kinofilmdebüt 1968 mit der Rolle des Aljoscha Karamasow in Die Brüder Karamasow von Iwan Pyrjew. In seinem nächsten Spielfilm, Das alte Haus von Boris Bunejew, porträtierte er den Philosophen und Publizisten Alexander Herzen. Dem sowjetischen Fernsehpublikum wurde Andrei Mjagkow durch die Fernsehkomödie Ironie des Schicksals (1975) von Eldar Rjasanow bekannt, in der er an der Seite der polnischen Schauspielerin Barbara Brylska spielte. Für diese Rolle erhielt er 1977 den Staatspreis der UdSSR. 1979 erhielt er den Wassiljew-Preis und 1986 den Titel Volkskünstler der RSFSR. In Moskau spielte er zunächst am Gorki-Theater und später am Tschechow-Theater. Ironija sudby wird seit den Siebzigerjahren traditionell jedes Jahr zu Silvester vom sowjetischen bzw. nun russischen Staatsfernsehen ausgestrahlt. 2007 wurde von Regisseur Timur Bekmambetow eine Fortsetzung des Films gedreht, in der auch Mjagkow mitwirkte.

## Filmografie (Auswahl)
- 1965: Pochoždenija zubnogo vrača
- 1966: Simfonija, roschdennaja sanowo
- 1969: Die Brüder Karamasow (Bratja Karamasowy)
- 1970: Das alte Haus (Stary dom)
- 1970: Moja sud'ba
- 1971: Silberne Trompeten (Serebrjanje truby)
- 1972: Ein ungewöhnlicher Gast (Neschdanny gost)
- 1972: Grossmejster
- 1973: Nadeschda
- 1974: Nachtasyl (Na dne)
- 1975: Ironie des Schicksals (Ironija sudby, ili s ljogkim parom)
- 1976: Die Tage des Turbins (Dni Turbinych)
- 1976: Höhenangst (Strach wysoty)
- 1977: Wy mne pisali...
- 1977: Liebe im Büro (Sluschebny roman)
- 1977: Otpusk, kotory ne sostojalsja
- 1979: Sanja, der fliegende Erfinder (Primite telegrammu w dolg)
- 1980: Morgenvisite (Utrenny obchod)
- 1980: Die Garage (Garasch)
- 1983: 4:0 w polsu Taneschki
- 1983: Letargija
- 1984: Eine bittere Romanze (Schestoki romans)
- 1984: Ogljanis
- 1984: Das Nachwort / Der Besuch (Posleslowije)
- 1985: Poljossa prepjaztwi
- 1986: Ot sarplaty do sarplaty
- 1987: Tschelowek, kotory bral interwju
- 1987: Der letzte Weg (Poslednjaja doroga)
- 1988: Kuwyrok tscheres golowu
- 1988: Silneje wsjech inych weleni
- 1988: Swobodnoje padenije
- 2007: Ironie des Schicksals. Die Fortsetzung